# Maiszúr
Maiszúr (kannada nyelven: ಮೈಸೂರು átírva: Maisūru, angolul Mysore vagy Mysuru) város India Karnátaka államában Bengalurutól kb. 140 km-re DNy-ra. Lakosainak száma 887 ezer, elővárosokkal 984 ezer fő volt 2011-ben.
Iparváros, oktatási és kereskedelmi központ; ismertebb ipartermékei a textília, dohány, bőráru, vegyi anyagok.
A 16. század végétől a gazdag és haladó szellemű hindu állam, a Maiszúri Királyság fővárosa volt. 

## Látnivalók
- A maharadzsa palotája (Amba Vilász) ma a város fő látványossága. A palotában megtekinthető az uralkodói család néhány magánlakosztálya és a Darbár-csarnok (ahol a nemesek a maharadzsa elé járulhattak).
- Vrindávan kert
- Szomnáthpur-templom
- Namdroling Nyingmapa-kolostor
- Srí Csámundesvari-templom
- Dzsaganmohan-palota
- Srí Csamarájendra állatkert

## Képek

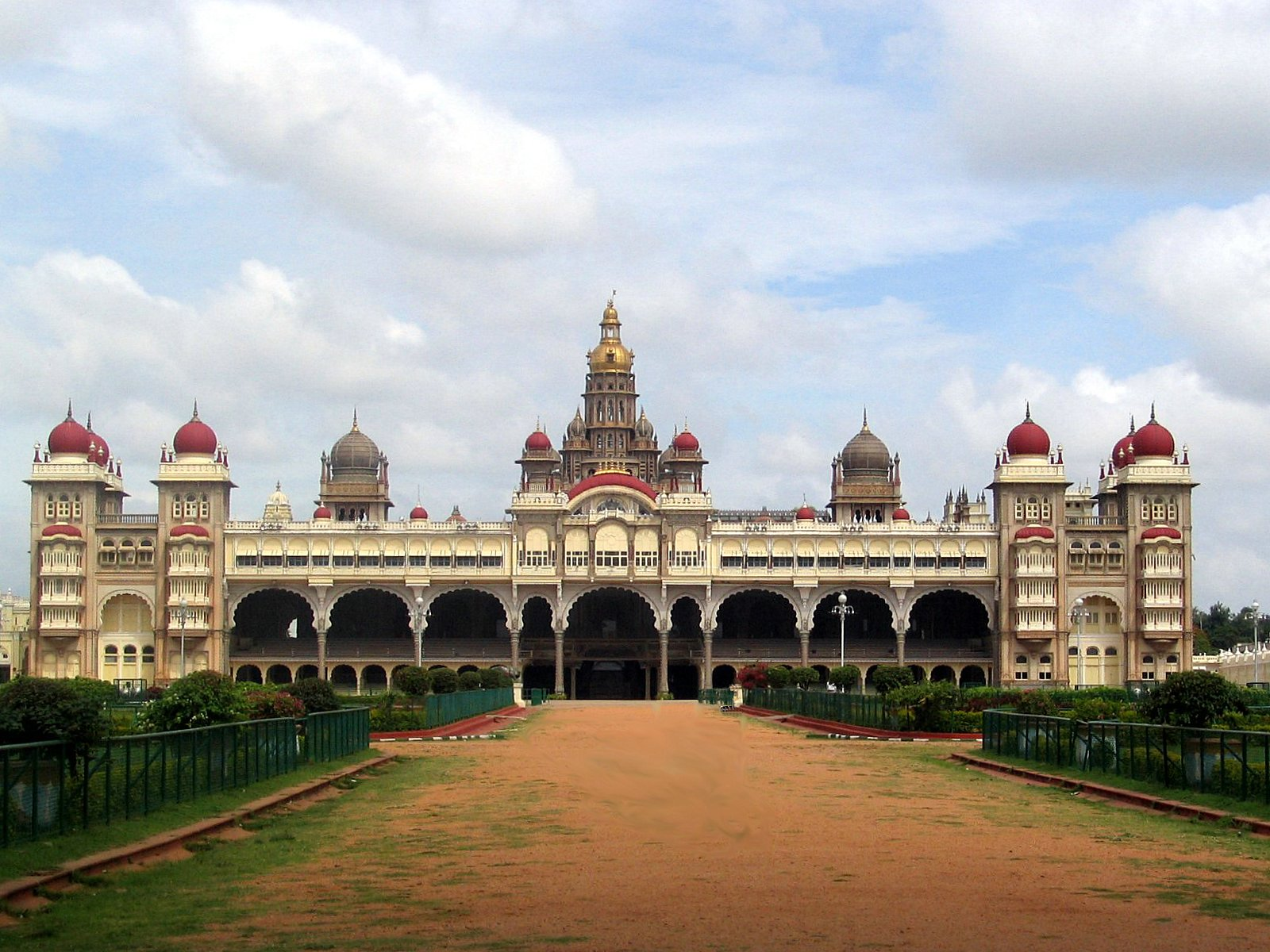
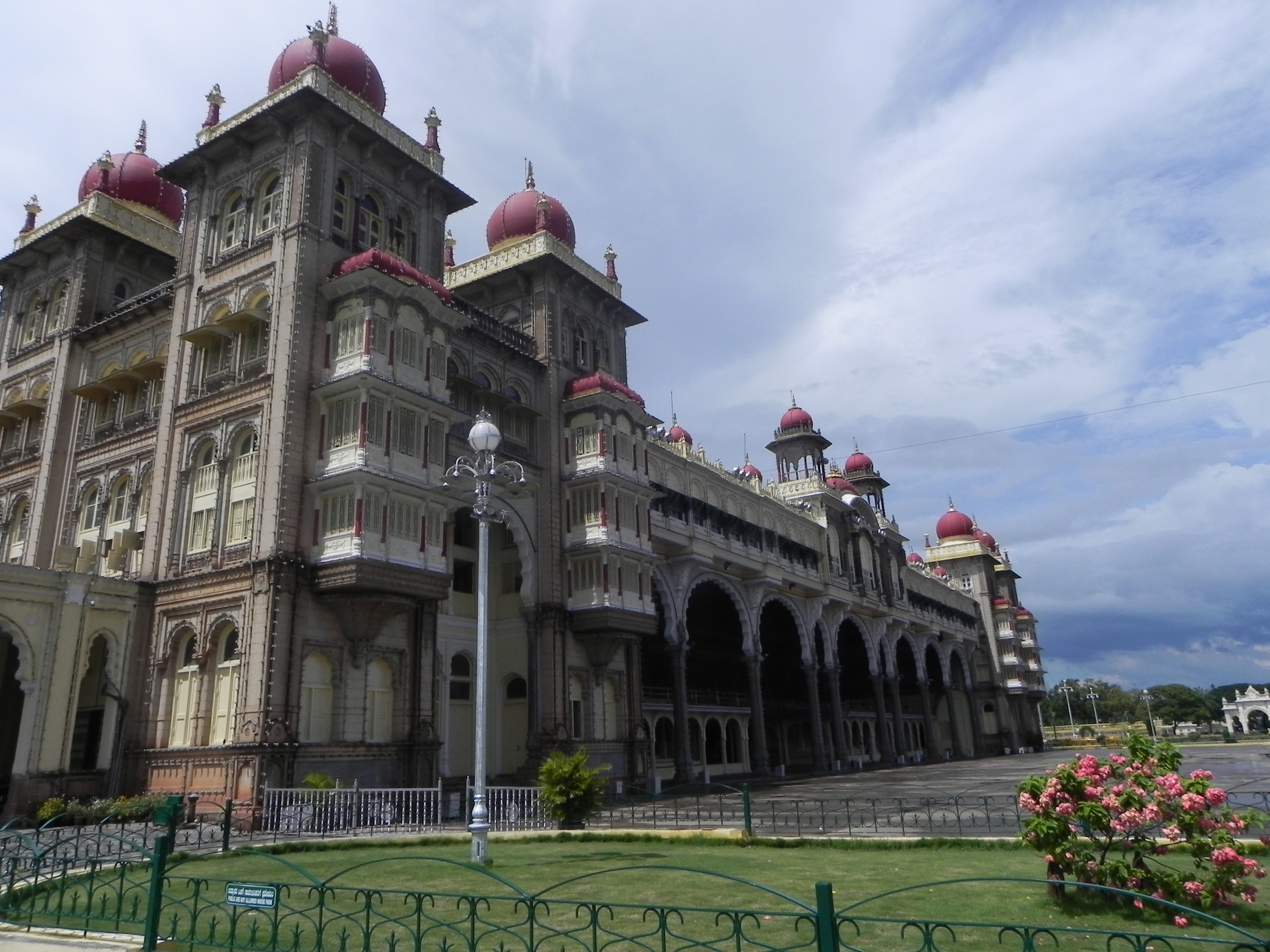
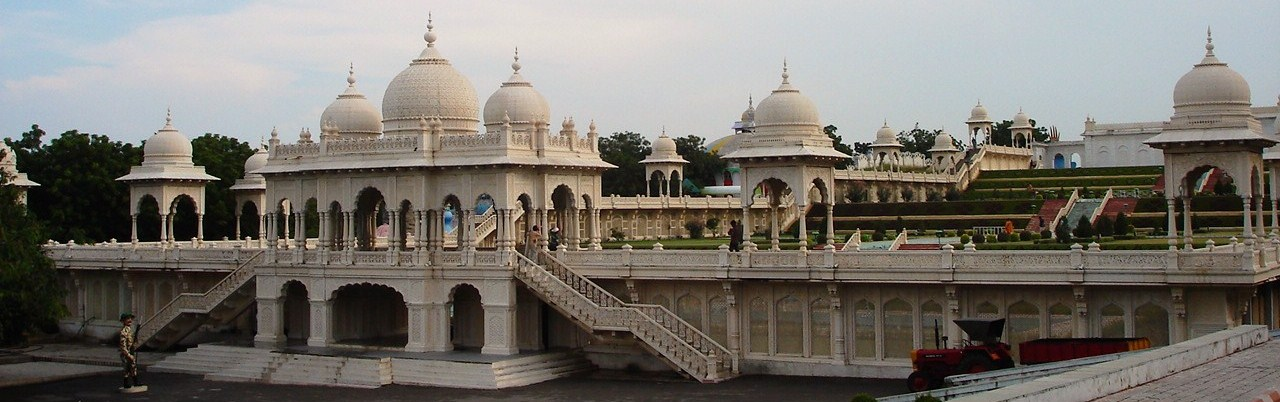
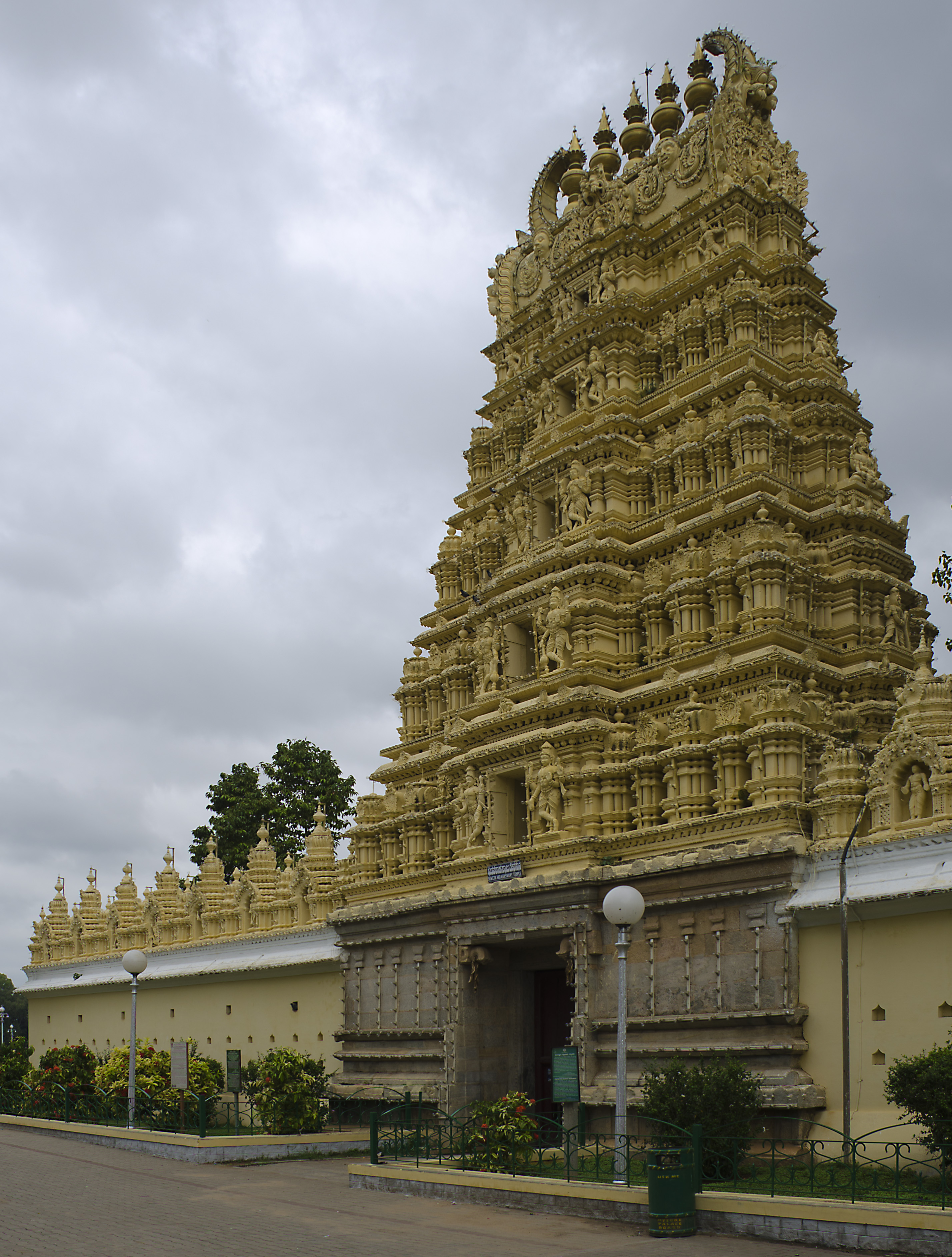
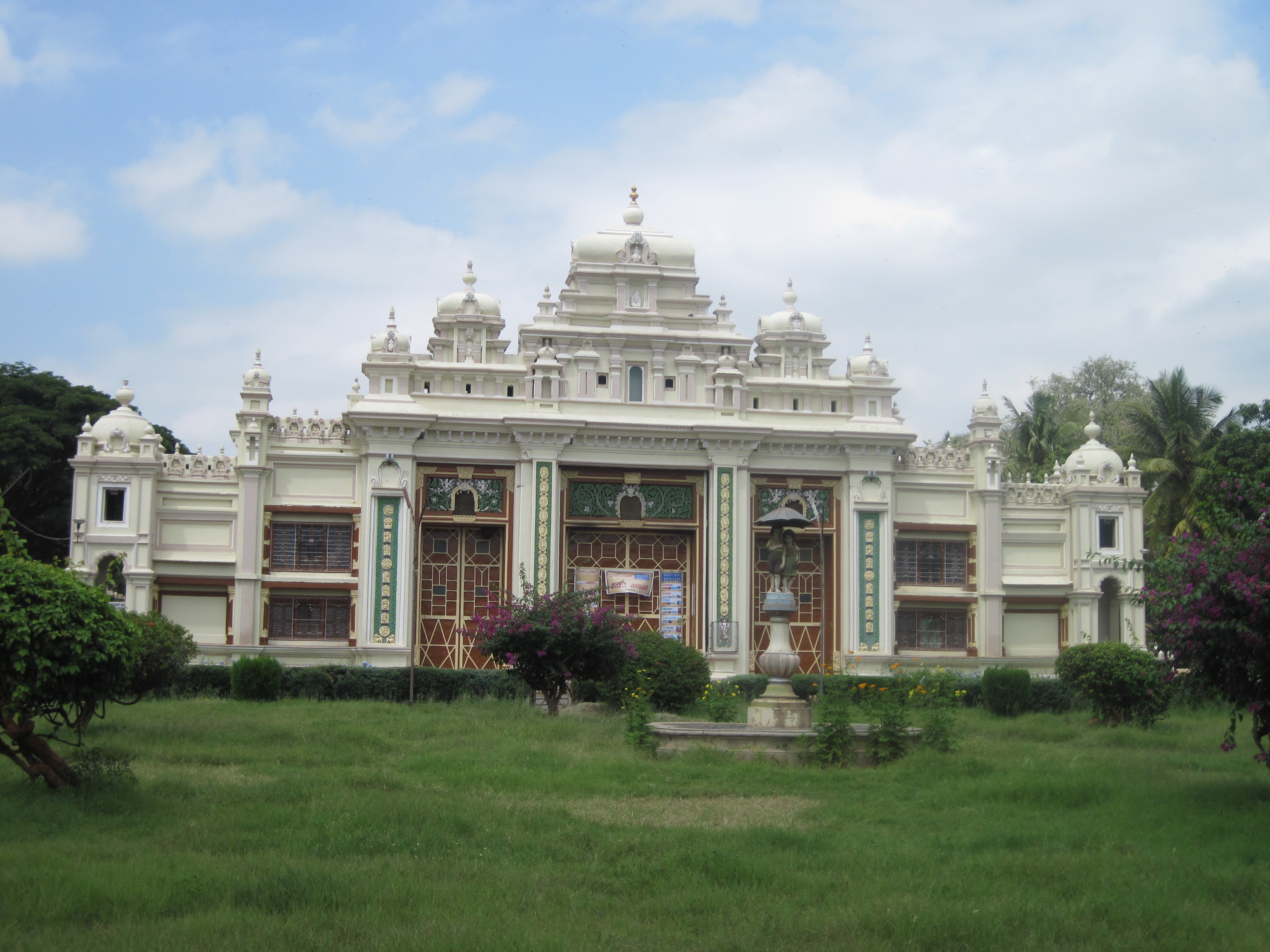